# Vale Flor
Vale Flor ist ein Ort und eine ehemalige Gemeinde (Freguesia) im portugiesischen Kreis Mêda. Die Gemeinde hatte 150 Einwohner (Stand 30. Juni 2011).
Am 29. September 2013 wurden die Gemeinden Vale Flor, Carvalhal und Pai Penela zur neuen Gemeinde União das Freguesias de Vale Flor, Carvalhal e Pai Penela zusammengeschlossen. Vale Flor ist Sitz dieser neu gebildeten Gemeinde.